# Guido Winterberg
Guido Winterberg (Sursee, 19 ottobre 1962) è un ex ciclista su strada svizzero, professionista dal 1985 al 1992.

## Carriera
Passato professionista in una formazione francese, è stato gregario di Greg LeMond nei primi tre anni di carriera; successivamente ha corso per squadre svizzere che avevano come punti di riferimento Pascal Richard e Mauro Gianetti.
Ha ottenuto alcuni buoni piazzamenti in brevi corse a tappe come il Circuit Franco-Belge e il Giro di Calabria che vinse, ed il Tour de Suisse, la Setmana Catalana de Ciclisme e l'Étoile de Bessèges in cui fu terzo rispettivamente nel 1985, nel 1986 e nel 1987. Chiuse la Tirreno-Adriatico al settimo posto nel 1987.
Nel 1988 arrivò secondo ai campionati svizzeri dietro Hubert Seiz.

## Palmarès
- 1984 (dilettanti)

1ª tappa Grand Prix Tell (Brugg > Stein)
3ª tappa Grand Prix Tell (Volketswil > Gersau)
4ª tappa Grand Prix Tell (Gersau > Oberdorf)
6ª tappa Grand Prix Tell (Laufen > Basilea, cronometro)
Classifica generale Grand Prix Tell
- 1985 (La Vie Claire, tre vittorie)

Gran Premio Brissago - Giro del Lago Maggiore
Classifica generale Circuit Franco-Belge
1ª tappa Tour de Suisse (Locarno > Laax)
- 1986 (La Vie Claire, due vittorie)

8ª tappa Tour de Suisse (Bellinzona > Klosters)
4ª tappa, 1ª semitappa Setmana Catalana (Ruba, cronometro)
2ª tappa, 1ª semitappa Grand Prix Tell (Pratteln > Reinach)
- 1987 (Toshiba, una vittoria)

Classifica generale Grand Prix Tell
- 1988 (Weinmann, una vittoria)

Wartenberg-Rundfahrt
- 1989 (Helvetia/Pegasus-Maya Popcorn)

1ª prova Campionati svizzeri, Corsa in salita (Le Sepey > Leysin, cronoscalata)
- 1990 (Helvetia, due vittorie)

2ª tappa Giro di Calabria (Cosenza > San Giovanni in Fiore)
Classifica generale Giro di Calabria

### Altri successi
- 1985 (La Vie Claire, una vittoria)

4ª tappa Tour de l'Avenir (Villefranche-de-Rouergue > Cransac, cronosquadre)
- 1986 (La Vie Claire, una vittoria)

Criterium di Pfaffnau

## Piazzamenti

### Grand Giri
- Tour de France

1986: 127º
1987: 112º
1988: non partito (16ª tappa)
1990: ritirato (17ª tappa)
1991: 69º

### Classiche monumento
- Milano-Sanremo

1987: 78º
1989: 115º
- Giro di Lombardia

1989: 16º
1990: 53º
1991: 94º

### Competizioni mondiali
- Campionati del mondo

Giavera del Montello 1985 - In linea: ritirato
Colorado Springs 1986 - In linea: ritirato
Villach 1987 - In linea: 11º
Ronse 1988 - In linea: ritirato
Utsunomiya 1990 - In linea: ritirato
Stoccarda 1991 - In linea: ritirato